# Na dziesięć lat przed końcem świata
Na dziesięć lat przed końcem świata – album  zespołu Profanacja wydany w 1990 roku na kasecie. 

## Skład
- Arkadiusz Bąk - śpiew, teksty
- Maciej Jan Kucharski - gitara basowa
- Mirosław Paweł Bednorz - perkusja
- Sławomir Stec - gitara

## Lista utworów
1. Żwirek
2. Płynę (Sailin' On - Bad Brains cover)
3. Schemat
4. Mózg
5. Dobre czasy dla kameleonów
6. Musisz być wolny
7. Na dziesięć lat przed końcem świata
8. Wyrzygaj to
9. Moje dni
10. Chaos
11. Nie ma Paryża
12. Idę spać